# Петро Толстой (полковник)
Петро Петрович Толстой (1686 — 24 жовтня 1728) — молодший син графа Толстого, сподвижника Петра I. Ніжинський козацький полковник (1719 — 15 травня 1727).     

## Життєпис
1718 р. цар посватав за нього меншу доньку гетьмана Івана Скоропадського Уляну (9 березня 1703 — 13 березня 1733). Весілля справили 12 жовтня в Глухові. Як зазначає Яків Маркович, разом з нареченим приїхали його брати: рідний Іван та двоюрідний Борис, а також секретар Посольського приказа Михайло Павлович Шафіров, що оповістив гостей про народження царівни Наталії Петрівни.     
В придане П. Толстой отримав од тестя рангові маєтності (Веркіївка, Берестовець, Володькова Дівиця, Крупичполь, Вишнівка, Сваричівка, Максимівка, Рожнівка та Перевод). За винятком Веркіївки та Берестовця, всі названі села були відібрані у Жураківських.      

У 1719 році був назначений ніжинським полковником. Поселившись у тестя в Глухові, Толстой отримав від нього прибуткове право тютюнової десятини. Він швидко знайшов спільну мову з козаками і намагався відстоювати їх інтереси перед вищою владою. Так, 1721 р. він писав Полуботку:   
|  | Багато до мене з сотень полку мого доходять скарги, що панове бунчукові товариші від всіляких повинностей самі собою своїх підданих захищають, як то, наприклад, панове Кочубеї Бахмацького отамана на Батуринському ярмарку, в двір свій насильно затягнувши, що не милостивим лупили боєм, так що ледь живий лишився. Того ради уподобай пан, самовілля їх пригальмувати. |

Після конфлікту свого батька з всесильним князем Меншиковим був зміщений з полковництва і пішов до підмосковного маєтку Яковлєво, де в розпачі вдавався до пияцтва. Помер 24 жовтня 1728 року «з тієї причини, що питвом зайвим горілки він пошкодив легке і нажив епілепсію». Його вдова з дітьми через рік отримала дозвіл повернутися до матері в Гетьманщину, де за 4 роки вона померла від сухот. Подружжя залишило нащадків:
- Олександр (1719—1792), майор лейб-гвардії Кінного полку, похований в Донському монастирі; одружений з Євдокією Львівною Ізмайловою (1731—1794), донькою генерал-поручика Л. В. Ізмайлова; у них діти Дмитро, Микола, Петро.
- Іван (1722—1762); одружений з донькою ніжинського полковника І. С. Хрущова; у нього син Микола.
- Анастасія, дружина генерал-аншефа І. О. Салтикова; їх син князь Микола Іванович Салтиков.

Сини Петра й Уляни менше постраждали від гоніння на Толстих, ніж потомство його старшого брата Івана. Свої малоросійські маєтки вони продали в 1752 р. Осипу Закревському, зятю всесильних братів Розумовських.
Портрет Петра Толстого наразі знаходиться в колекції Ярославського художнього музею. До 1979 року виставлявся під назвою «Портрет невідомого», невідомого художника. Фахівцем ВХНРЦ ім. Грабаря П. Барановим було встановлено особу зображену на портреті, а також проведено серйозне відновлення твору. Копія картини, так само невідомого художника, виконана у 18 столітті, знаходиться в Державному Російському музеї.